# Никаноров, Михаил Иванович
Михаил Иванович Никаноров (20 октября 1924, Ржевский уезд, Тверская губерния — 17 апреля 1983, Ряжск, Рязанская область) — младший сержант Рабоче-крестьянской Красной Армии, участник Великой Отечественной войн, Герой Советского Союза (1943).

## Биография
Михаил Никаноров родился 20 октября 1924 года в деревне Берёзки. В раннем возрасте остался без отца, в 1934 году переехал вместе с семьёй в посёлок Ухолово Рязанской области, где окончил восемь классов школы и работал слесарем на Ухоловском чугунно-литейном заводе. В августе 1942 года Ухоловским РВК Рязанской области был призван на службу в Рабоче-крестьянскую Красную Армию. Окончил полковую школу. С декабря 1942 года — на фронтах Великой Отечественной войны.
К сентябрю 1943 года младший сержант Михаил Никаноров командовал орудием 321-го гвардейского истребительно-противотанкового артиллерийского полка 7-й гвардейской истребительно-противотанковой артиллерийской бригады 47-й армии 1-го Украинского фронта. Отличился во время битвы за Днепр. В конце сентября 1943 года расчёт Никанорова в числе первых переправился через Днепр и принял активное участие в боях за захват и удержание плацдарма на его западном берегу.
Указом Президиума Верховного Совета СССР от 24 декабря 1943 года за «образцовое выполнение заданий командования на фронте борьбы с немецкими захватчиками, форсирование реки Днепр и проявленные при этом отвагу и геройство» младший сержант Михаил Никаноров был удостоен высокого звания Героя Советского Союза с вручением ордена Ленина и медали «Золотая Звезда».
В 1944 году Никаноров был демобилизован по ранению. В 1946 году окончил Рязанскую областную партшколу.
Проживал в Ряжске, работал инструктором Ряжского райкома КПСС, председателем исполкома Ряжского городского Совета, активно занимался общественной деятельностью. Умер 17 апреля 1983 года, похоронен на Братском кладбище Ряжска.

### Семья
Мать — Ксения Константиновна Никанорова.
Внуки — Светлана Евгеньевна и Владимир Евгеньевич Никаноровы,
- их дети — Алексей и Мария[7].

## Память
- Именем М. И. Никанорова названа улица в Ряжске[9].
- В Ряжске на доме, где жил М. И. Никаноров, установлена мемориальная доска[10].
- Имя М. И. Никанорова увековечено на Аллее Героев Советского Союза — уроженцев Старицкого района[К 1], открытой 12 октября 2015 год в Старице у обелиска Победы[7].

## Награды
- Медаль «За отвагу» (28.03.1943)
- Орден Отечественной войны 2-й степени (10.08.1943)[9].
- Медаль «Золотая Звезда» Героя Советского Союза и орден Ленина (24.12.1943).

## Комментарии
1. 1 2  Деревня Берёзка (Гороватка) Старицкого уезда (с 3 марта 1924 года — Ржевского уезда) при речке Никитинке располагалась в 5 км восточнее[2] деревни Зальково (ныне — урочище в Ржевском муниципальном округе) и в 1859 году насчитывала 15 дворов (123 жителя)[3]. Не сохранилась; ныне — урочище Гороватка в Ржевском муниципальном округе Тверской области. Указание Ржевского района в качестве места рождения М. И. Никанорова имеется и в архивных источниках[4][5]. Отнесение исчезнувшей деревни Берёзка к Старицкому району применительно к нынешнему АТД Тверской области является следствием приравнивания Старицкого уезда Старицкому району без учёта территориальных изменений административно-территориальных единиц[6][7].